# FIBA Américas
A FIBA Américas é a Confederação de associações nacionais de Basquetebol na América, é o órgão máximo do esporte no continente e também uma das cinco confederações continentais pertencentes à FIBA. A FIBA Américas possui 44 países membros.
| - Antígua e Barbuda - Antilhas Holandesas - Argentina - Aruba - Bahamas - Barbados - Belize - Bermudas - Bolívia - Brasil - Canadá | - Ilhas Cayman - Chile - Colômbia - Costa Rica - Cuba - Dominica - República Dominicana - Equador - Estados Unidos - El Salvador - Granada | - Guatemala - Guiana - Haiti - Honduras - Ilhas Virgens - Ilhas Virgens Britânicas - Jamaica - Montserrat - México - Nicarágua - Panamá | - Paraguai - Porto Rico - Peru - Santa Lúcia - São Cristóvão e Névis - Suriname - Turks e Caicos - Trinidad e Tobago - Uruguai - Venezuela - São Vicente e Granadinas |

## Campeonatos
- Copa América de Basquete Masculino
- Copa América de Basquete Feminino
- Copa América Sub-18 Masculino
- Copa América Sub-18 Feminino
- Copa América Sub-16 Masculino
- Copa América Sub-16 Feminino
- Liga das Américas (extinta)
- Basketball Champions League Américas

### Campeonatos Regionais

#### América do Sul (CONSUBASQUET)
- Campeonato Sul-Americano de Basquetebol Masculino
- Campeonato Sul-Americano de Basquetebol Feminino
- Sul-Americano Sub-17 Masculino
- Sul-Americano Sub-17 Feminino
- Sul-Americano Sub-15 Masculino
- Sul-Americano Sub-17 Feminino
- Liga Sul-Americana de Basquete
- Campeonato Sul-Americano de Clubes de Basquetebol Feminino

#### América Central, México e Caribe (CONCECABA)
- Centrobasket, Masculino e Feminino

##### América Central e México (COCABA)
- Campeonato Centro-Americano, Masculino e Feminino

##### Caribe(CBC)
- Campeonato Caribenho, Masculino e Feminino